# Mathias Eick

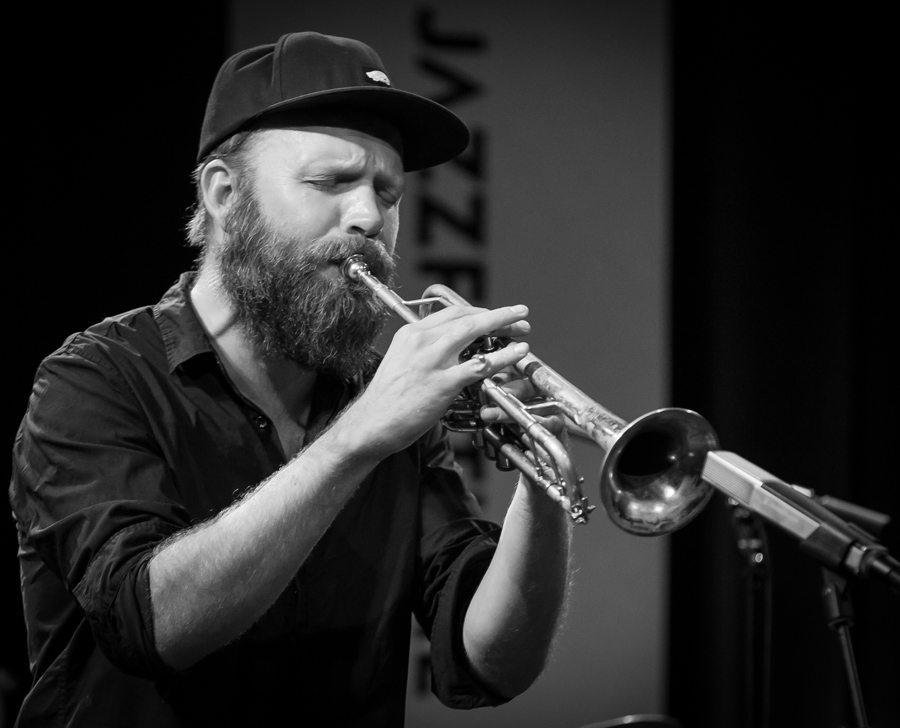
Mathias Eick, Oslo Jazzfestival 2016

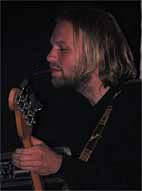
Mathias Eick bei einem Konzert in Eidsfoss (2002)

Mathias Eick (* 26. Juni 1979 in Eidsfoss, Vestfold) ist ein norwegischer Multiinstrumentalist im Bereich des Jazz und der Rockmusik.

## Leben und Wirken
Mathias Eick stammt aus einer musikalischen Familie; sein Vater ist Jazzmusiker, seine Schwester Trude Eick Hornistin und sein Bruder Johannes Eick Kontrabassist. Zunächst spielte er Trompete, die sein bevorzugtes Instrument ist; hinzu kamen als weitere Instrumente Kontrabass, Vibraphon, Piano und Gitarre. Nach Abschluss der Schule besuchte er die auf Musik spezialisierte Toneheim Folkehøgskole und studierte anschließend am Institut für Musik in Trondheim, wo er bis 2014 in der Nu-Jazz-Formation Jaga Jazzist, sowie im Trondheim Jazz Orchestra spielte. Mit dem Trondheim Jazz Orchestra hatte er bei Gastspielen Auftritte mit Chick Corea, Jon Balke und Pat Metheny; außerdem spielte er in der Band von Jacob Young. Neben seinen Aktivitäten im Bereich des Jazz arbeitete Eick mit verschiedenen norwegischen Rockbands, u. a. mit Turbonegro, DumDum Boys, Motorpsycho, D’Sound und Bigbang. 2006 ging er in der Band von Jan Gunnar Hoff mit Mike Stern auf Europatournee, spielte mit Thomas Dybdahl, Manu Katché und Kirchenmusik mit Torbjørn Dyrud (Signs and traces, 2008).
2007 wirkte er als Trompeter bei Ulvers Album Shadows of the Sun, des Weiteren bei dem Album The Sham Mirrors der Band Arcturus. Er trat 2007 auf dem North Sea Jazz Festival auf. 2008 legte er bei ECM ein erstes Album unter eigenem Namen vor (The Door), bei dem Audun Kleive, Jon Balke, Audun Erlien und Stian Carstensen mitwirkten. 2011 erschien auch das zweite Album (Skala) auf ECM. Der BMW Welt Jazz Award ging 2012 an das Mathias Eick Quintet. Gemeinsam mit der Sängerin Elvira Nikolaisen legte er 2013 bei Grappa Musikkforlag das Album I Concentrate on You vor. Sein Album Ravensburg stieß im Frühjahr 2018 auf Platz 11 der Top 20 der meistverkauften deutschen Jazz-Alben vor.
Der überraschende Titel des Albums beruht auf familiären Bindungen und Puzzles als Weihnachtsgeschenke aus der schwäbischen Stadt Ravensburg (seine Großmutter kam von dort).

## Diskographische Hinweise
unter eigenem Namen
- The Door (ECM, 2008)
- Skala (ECM, 2011)
- Midwest (ECM, 2015)
- Ravensburg (ECM, 2018)
- When We Leave (ECM, 2021)
- Lullaby (ECM, 2025)

Mit Lars Danielsson
- Tarantella (ACT, 2009)

Mit Iro Haarla
- Northbound (ECM, 2005)
- Vespers (ECM, 2010)

Mit Manu Katché
- Playground (ECM, 2007)

Mit Jacob Young
- Evening Falls (ECM, 2004)
- Sideways (ECM, 2007)

Mit Benjamin Lackner
- Last Decade (ECM, 2022)